# “九一八”刻石
“九一八”刻石，位于黑龙江省鹤岗市萝北县太平沟乡。刻石内容从右至左分三行排列，第一行为“此石可爛”，第二行为“倭匪之仇不可忘”，第三行为落款“九一八”，出自当地爱国人士王明宪的手笔。
2005年1月31日，黑龙江省人民政府公布为第五批黑龙江省文物保护单位。